# Az igazság terhe
Az igazság terhe (eredeti cím: Burden of Truth) 2018 és 2021 között vetített kanadai drámasorozat, amelyet Brad Simpson alkotott. A főbb szerepekben Kristin Kreuk, Peter Mooney, Star Slade, Nicola Correia-Damude és Meegwun Fairbrother látható.
Kanadában 2018. január 10-én a CBC Television, Magyarországon 2020. február 23-én az AXN mutatta be.
2021. március 18-án négy évad után törölték a sorozatot.

## Ismertető
Joanna Hanley vállalati ügyvédnő visszatér kis szülővárosába Millwoodba, hogy egy nagy gyógyszergyártó céget képviseljen egy csapat beteg lánnyal szemben, de kezd ráébredni, hogy ezeknek a lányoknak szükségük van a segítségére.

## Szereplők

### Főszereplők
| Szereplő                   | Színész               | Magyar hang       | Leírás |
| -------------------------- | --------------------- | ----------------- | --- |
| Joanna Chang               | Kristin Kreuk         | Sipos Eszter Anna | Torontoi ügyvédnő, aki visszatért a városba, ahol felnőtt, hogy egy gyógyszergyártó céget védjen egy csapat beteg lánnyal szemben. Azonban azért marad, hogy egyrészt leleplezze a lányok betegségének valódi okát rejtő nagyobb összeesküvést, másrészt hogy kiderítse az igazságot arról, miért is hagyta el ő és az apja Millwoodot. |
| William Crawford           | Peter Mooney          | Pásztor Tibor     | A lányokat képviselő ügyvéd, később Joanna társa az összeesküvés leleplezésében. Molly Ross nagybátyja, az egyik első megbetegedett lányé. Feszült a kapcsolata az apjával és a bátyjával, Shane-nel. Később ő és Joanna az újonnan alakult Crawford Chang partnerévé válnak.                                                           |
| Luna Spence                | Star Slade            | Pánics Lilla      | Joanna asszisztense és féltestvére, valamint Molly Ross barátnője. |
| Diane Evans                | Nicola Correia-Damude | F. Nagy Eszter    | Guyanai-kanadai iskolai tanácsadó és Joanna régi barátja. |
| Owen Beckbie               | Meegwun Fairbrother   | Turi Bálint       | Őslakos zsaru és Luna volt mostohaapja. Később Millwood rendőrfőnökévé léptették elő. |
| Sam Mercer                 | Paul Braunstein       | Koncz István      | Millwood rendőrfőnöke, megrontja az őslakosokkal szembeni rasszizmusa, ami konfliktusba hozza Owennel. Később megfosztják feladatától, elbocsátják a rendőrségtől, és börtönbe küldik egy bennszülött férfi haláláért. Majd kiszabadul a börtönből, és zsarolásba kezd, amit Taylor és Owen fedez fel.                                  |
| Molly Ross                 | Sara Thompson         | Gulás Fanni       | Az egyik beteg lány, Billy Crawford unokahúga és Luna barátnője. |
| Taylor Matheson            | Anwen O′Driscoll      | Hermann Lilla     | Az egyik beteg lány, Ben Matheson lánya. |
| Ben Matheson               | David Lawrence Brown  | Papucsek Vilmos   | Taylor Matheson apja, a városi malom tulajdonosa. |
| Teddie Lavery              | Michelle Nolden       |                   | Joanna mentora és főnöke a Steadman Lavery-nél. |
| Noah Achari                | Varun Saranga         |                   | Joanna új ügyfele. |
| Kodie Chartrand            | Sera-Lys McArthur     |                   | AJoanna őslakos gyerekkori legjobb barátnője, akit a két lányától való elválás fenyeget. |
| Katherine “Kat” Carmichael | Dayle McLeod          |                   | Nemrég végzett a jogi egyetemen, és a Crawford Chang két eredeti munkatársa közül egyedüliként maradt meg. Joanna annyira lenyűgözte, hogy lemondott jövedelmezőbb lehetőségekről, hogy vele dolgozhasson, és később szoros kapcsolatot alakított ki Luna kolléganőjével.                                                               |

### Mellékszereplők
| Szereplő        | Színész           | Magyar hang       | Leírás |
| --------------- | ----------------- | ----------------- | --- |
| Georgia Lewis   | Cassandra Potenza | Andrádi Zsanett   | |
| Alan Christie   | Benjamin Ayres    | Sótonyi Gábor     | Joanna apjának ügyvédi irodájában dolgozó ügyvéd, akivel Joanna randizott.                                                            |
| Gerrilyn Spence | Jessica Matten    | Erdős Borcsa      | Luna anyja. |
| Wendy Ross      | Rebecca Gibson    | Kiss Erika        | Billy húga és Molly édesanyja |
| Lisa Mitchell   | Jerni Stewart     | Berkes Boglárka   | |
| Allie Nash      | Montana Lehmann   | Pekár Adrienn     | |
| David Hanley    | Alex Carter       | Dézsy Szabó Gábor | Joanna apja és annak az ügyvédi irodának a partnere, ahol dolgozott. Joannától eltávolodott, és kiderült, hogy ő Luna biológiai apja. |
| Shane Crawford  | Andrew Chown      |                   | Billy testvére. |
| Sunil Doshi     | Raymond Ablack    |                   | Fiatal ügyvéd a Steadman Lavery-nél                                                                                                   |

### Magyar változat
- Bemondó: Korbuly Péter
- Magyar szöveg: Csontos Judit
- Hangmérnök és vágó: Nikodém Norbert
- Gyártásvezető: Terbócs Nóra
- Szinkronrendező: Balog Mihály
- Produkciós vezető: Balog Gábor

A szinkront a Balog Mix Stúdió készítette el.

## Évados áttekintés
| Évad | Évad | Részek száma | Részek száma | Eredeti sugárzás | Eredeti sugárzás  | Eredeti adó       | Magyar sugárzás   | Magyar sugárzás   | Magyar adó |
| Évad | Évad | Részek száma | Részek száma | Évadbemutató     | Évadzáró          | Eredeti adó       | Évadbemutató      | Évadzáró          | Magyar adó |
| ---- | ---- | ------------ | ------------ | ---------------- | ----------------- | ----------------- | ----------------- | ----------------- | ---------- |
|      | 1.   | 10           | 10           | 2018. január 10. | 2018. április 4.  |                   | 2020. február 23. | 2020. március 22. |            |
|      | 2.   | 8            | 8            | 2019. január 9.  | 2019. február 27. | 2020. március 29. | 2020. április 26. |                   |            |
|      | 3.   | 8            | 8            | 2020. január 8.  | 2020. február 26. | ?                 | ?                 | ?                 |            |
|      | 4.   | 8            | 8            | 2021. január 28. | 2021. március 18. | ?                 | ?                 | ?                 |            |

## Epizódok

### Első évad (2018)
| Sor. | Év. | Cím                                           | Rendező          | Író                          | Premier                             |
| ---- | --- | --------------------------------------------- | ---------------- | ---------------------------- | ----------------------------------- |
| 1.   | 1.  | Az igazság terhe (Pilot)                      | Jeff Woolnough   | Brad Simpson                 | 2018. január 10. 2020. február 23.  |
| 2.   | 2.  | A kötelék, ami összetart (The Ties That Bind) | Jeff Woolnough   | Brad Simpson                 | 2018. január 17. 2020. február 23.  |
| 3.   | 3.  | Állóvíz (Still Waters)                        | Jordan Canning   | Lynn Coady                   | 2018. január 24. 2020. március 1.   |
| 4.   | 4.  | Családi kötelék (Family Ties)                 | Jordan Canning   | Shannon Masters              | 2018. január 31. 2020. március 1.   |
| 5.   | 5.  | Boszorkányvadászat (Witch Hunt)               | James Genn       | Brad Simpson és Eric Putzer  | 2018. február 28. 2020. március 8.  |
| 6.   | 6.  | Ördög a sivatagban (The Devil in the Desert)  | James Genn       | Hayden Simpson és Laura Good | 2018. március 7. 2020. március 8.   |
| 7.   | 7.  | Kacsák a tóban (Ducks on the Pond)            | Douglas Mitchell | Graeme Stewart               | 2018. március 14. 2020. március 15. |
| 8.   | 8.  | Együtt (Hang Together)                        | Douglas Mitchell | Hayden Simpson               | 2018. március 21. 2020. március 15. |
| 9.   | 9.  | Fordulatok (Home to Roost)                    | Grant Harvey     | Lynn Coady                   | 2018. március 28. 2020. március 22. |
| 10.  | 10. | Döntő érv (Cause in Fact)                     | Grant Harvey     | Brad Simpson                 | 2018. április 4. 2020. március 22.  |

### Második évad (2019)
| Sor. | Év. | Cím                        | Rendező               | Író                              | Premier                             |
| ---- | --- | -------------------------- | --------------------- | -------------------------------- | ----------------------------------- |
| 11.  | 1.  | Salesman, Cheats and Liars | Grant Harvey          | Brad Simpson                     | 2019. január 9. 2020. március 29.   |
| 12.  | 2.  | The Rabbit Hole            | Grant Harvey          | Adam Pettle                      | 2019. január 16. 2020. március 29.  |
| 13.  | 3.  | The Milk of Human Kindness | Stephanie Morgenstern | Renée St. Cyr                    | 2019. január 23. 2020. április 5.   |
| 14.  | 4.  | Guilt by Association       | Stephanie Morgenstern | Shannon Masters                  | 2019. január 30. 2020. április 5.   |
| 15.  | 5.  | Cold, Tired and Hungry     | Michelle Latimer      | Hayden Simpson                   | 2019. február 6. 2020. április 19.  |
| 16.  | 6.  | Manic Street Preacher      | Michelle Latimer      | Felicia Brooker és Renée St. Cyr | 2019. február 13. 2020. április 19. |
| 17.  | 7.  | Never Face the Hangman     | Douglas Mitchell      | Eric Putzer                      | 2019. február 20. 2020. április 26. |
| 18.  | 8.  | The Right Road             | Douglas Mitchell      | Brad Simpson                     | 2019. február 27. 2020. április 26. |

### Harmadik évad (2020)
| Sor. | Év. | Cím                    | Rendező          | Író                           | Premier           |
| ---- | --- | ---------------------- | ---------------- | ----------------------------- | ----------------- |
| 19.  | 1.  | Crawford Chang         | James Genn       | Brad Simpson                  | 2020. január 8.   |
| 20.  | 2.  | Wherever You Go        | James Genn       | Adam Pettle                   | 2020. január 15.  |
| 21.  | 3.  | No Fathers and Sons    | Kelly Makin      | Felicia Brooker               | 2020. január 22.  |
| 22.  | 4.  | Desperate Measures     | Kelly Makin      | Julie Puckrin                 | 2020. január 29.  |
| 23.  | 5.  | Crisis of Faith        | Sherry White     | Laura Good                    | 2020. február 5.  |
| 24.  | 6.  | It Takes a Village     | Sherry White     | Hayden Simpson                | 2020. február 12. |
| 25.  | 7.  | Name Your Ghosts       | Douglas Mitchell | Eric Putzer                   | 2020. február 19. |
| 26.  | 8.  | Shelter from the Storm | Douglas Mitchell | Brad Simpson és Mary Galloway | 2020. február 26. |

### Negyedik évad (2021)
| Sor. | Év. | Cím                              | Rendező          | Író                                | Premier           |
| ---- | --- | -------------------------------- | ---------------- | ---------------------------------- | ----------------- |
| 27.  | 1.  | River City                       | Douglas Mitchell | Brad Simpson                       | 202q. január 28.  |
| 28.  | 2.  | Breaking Points                  | Douglas Mitchell | Madison Thomas                     | 2021. február 4.  |
| 29.  | 3.  | From Out the Gloomy Rack         | Kelly Makin      | Eric Putzer                        | 2021. február 11. |
| 30.  | 4.  | Scorched Earth                   | Kelly Makin      | Shannon Masters                    | 2021. február 18. |
| 31.  | 5.  | Spirits in the Material World    | Madison Thomas   | Felicia Brooker                    | 2021. február 25. |
| 32.  | 6.  | The Homecoming                   | Madison Thomas   | Hayden Simpson                     | 2021. március 4.  |
| 33.  | 7.  | Where the Shadows Lie Waiting... | Michelle Latimer | Meegwun Fairbrother és Eric Putzer | 2021. március 11. |
| 34.  | 8.  | Standing by Peaceful Waters      | Michelle Latimer | Brad Simpson                       | 2021. március 18. |

## A sorozat készítése
Noelle Carbone és Adriana Maggs voltak az eredeti showrunnerek, de kiléptek a sorozatból. A sorozatot Winnipegben forgatták 2017 nyarán. Eredeti helyszíne Kelet-Kanadában lett volna, de az alacsonyabb gyártási költségek miatt változtatták. A helyszíni felvételeket Selkirkben és Stanfordban forgatták, több felvételt pedig a Riverside Grillben. A kültéri felvételeken látható a Selkirk híd forgalma, valamint a Landmark Cinemas Garry Selkirk mozi.